# LaDorna
LaDorna este o companie producătoare de lactate din România. Compania a fost cumpărată de grupul Lactalis în anul 2008, de la omul de afaceri Jean Valvis, pentru o sumă estimată la 80-90 milioane euro.
Grupul LaDorna include societățile cu activități în sectorul agroalimentar - Dorna Lactate, Dorna Brânzeturi, LaDorna Cheese, LaDorna Agri, Dorna SA, Lactate Dobrogene, ICPPAM Balotești, precum și două companii din sectorul serviciilor, Carpathian Systems și Narcisa Production.
LaDorna deține o rețea de 15.000 de puncte de vânzare (martie 2008)
Grupul Lactalis, cel mai mare producător european de lactate, are în portofoliu mărcile President, Galbani, Lactel și Rochefort-Societe, este prezent în 150 de țări din întreaga lume, are în 2007 o cifră de afaceri de 9,6 miliarde euro și un număr de 33.500 de angajați.
Număr de angajați în 2008: 1.200 angajați
Cifra de afaceri în 2007: 40 milioane euro
Venit net în 2007: 4 milioane euro